# Arriva MR
De Arriva MR / MRD is een tweedelig dieselhydraulische treinstel voor het regionaal personenvervoer van Arriva in Denemarken.

## Geschiedenis
Het treinstel werd door DUEWAG Uerdingen ontwikkeld voor het Deense nationale spoorbedrijf Danske Statsbaner uit de Baureihe 628 van de Deutsche Bahn (DB). In eerste instantie werden bij DUEWAG 30 motorwagens (15 treinen) en bij ABB Scandia 32 motorwagens (16 treinen) van het type MR gebouwd. Na 1981 werden er bij ABB Scandia 37 motorwagens van het type MR en 99 motorwagens van het type MRD (met extra bagageafdeling) gebouwd en gecombineerd met de eerder gebouwde motorwagens van het type MR. De treinen vervingen treinen van het type MO.
In de jaren 1995-97 werden alle treinen bij Partner für Fahrzeug Ausstattung (PFA) in Duitsland voorzien van een nieuw interieur, nieuwe deuren en een ander verwarmingssysteem. De snelheid werd verhoogd tot 130 km/h.
In 1991/94 werd ATC geïnstalleerd.
In 2003 ging het personenvervoer van een aantal spoorlijnen in Jutland over naar Arriva. Deze kocht in totaal 45 treinen over van DSB, waarvan 15 in de huisstijl geschilderd werden. In 2004 werden de treinen die Arriva had overgekocht vervangen door 29 treinen van het Alstom type Lint.
Voor het personenvervoer van de Poolse PCC-Arriva werden 7 andere treinstellen door Arriva van DSB gekocht. Eind 2010 werden 15 treinstellen terug gegeven aan DSB. De overige treinstellen zijn nog in bezit van Arriva en worden alleen ter versterking ingezet.

## Constructie en techniek
Het treinstel is opgebouwd uit een stalen frame. De treinen werden geleverd als tweedelig dieseltreinstel met hydraulische transmissie. Tot zes treinstellen kunnen gecombineerd rijden. Ze zijn uitgerust met luchtvering.

## Treindiensten
De treinen werden sinds van eind 2002 tot 2004 door Arriva ingezet op de volgende trajecten: 
- Varde - Nørre Nebel[1]
- Århus - Langå - Viborg[2] - Struer
- Struer - Thisted
- Struer - Holstebro - Skjern[2]
- Århus - Skanderborg - Silkeborg - Herning[2]
- Herning - Skjern - Esbjerg
- Esbjerg - Tønder
- Esbjerg - Tønder - Niebüll[3]

Tegenwoordig worden de treinen alleen nog in de spits ingezet voor scholierenvervoer.

## Foto’s

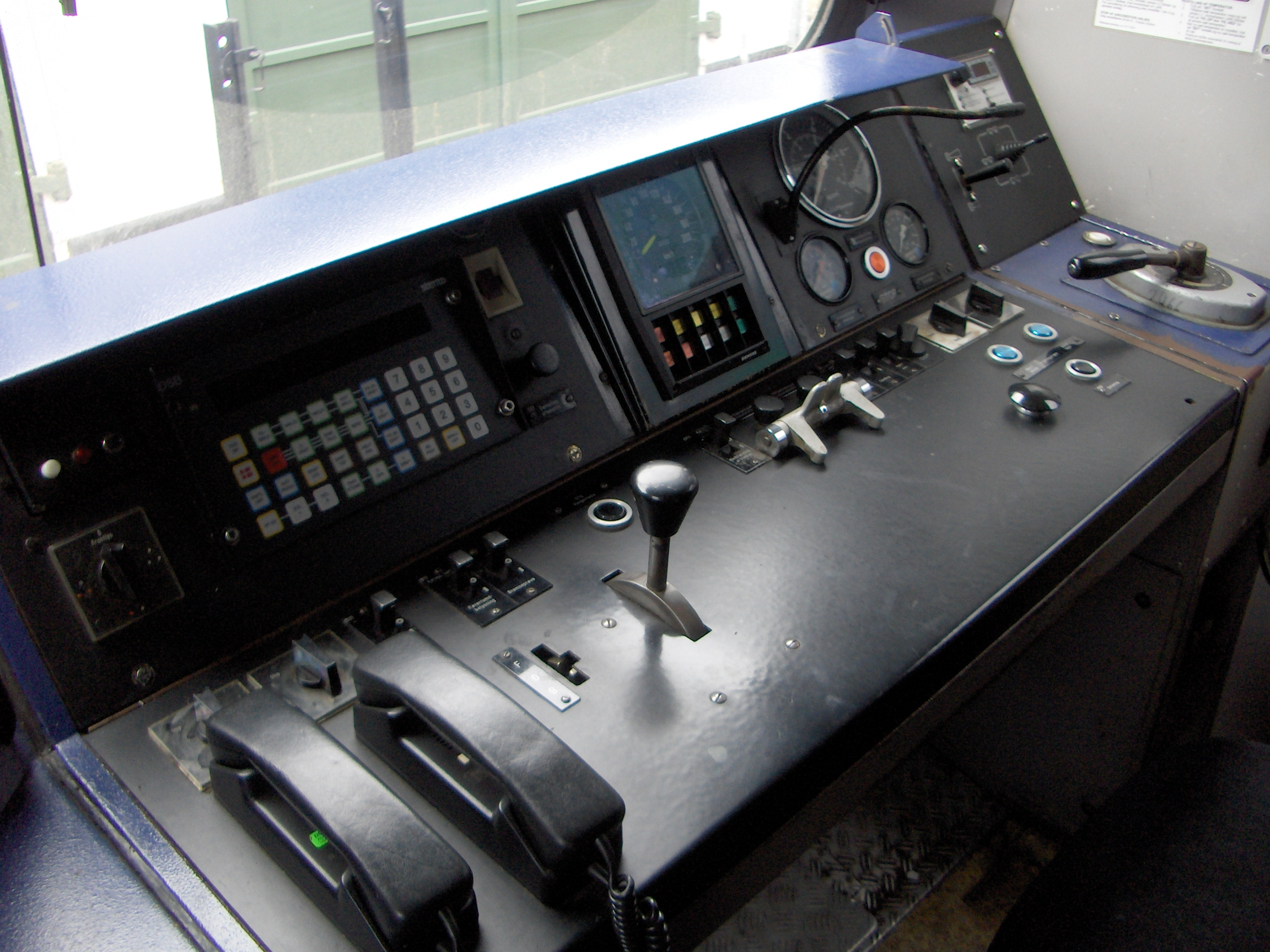
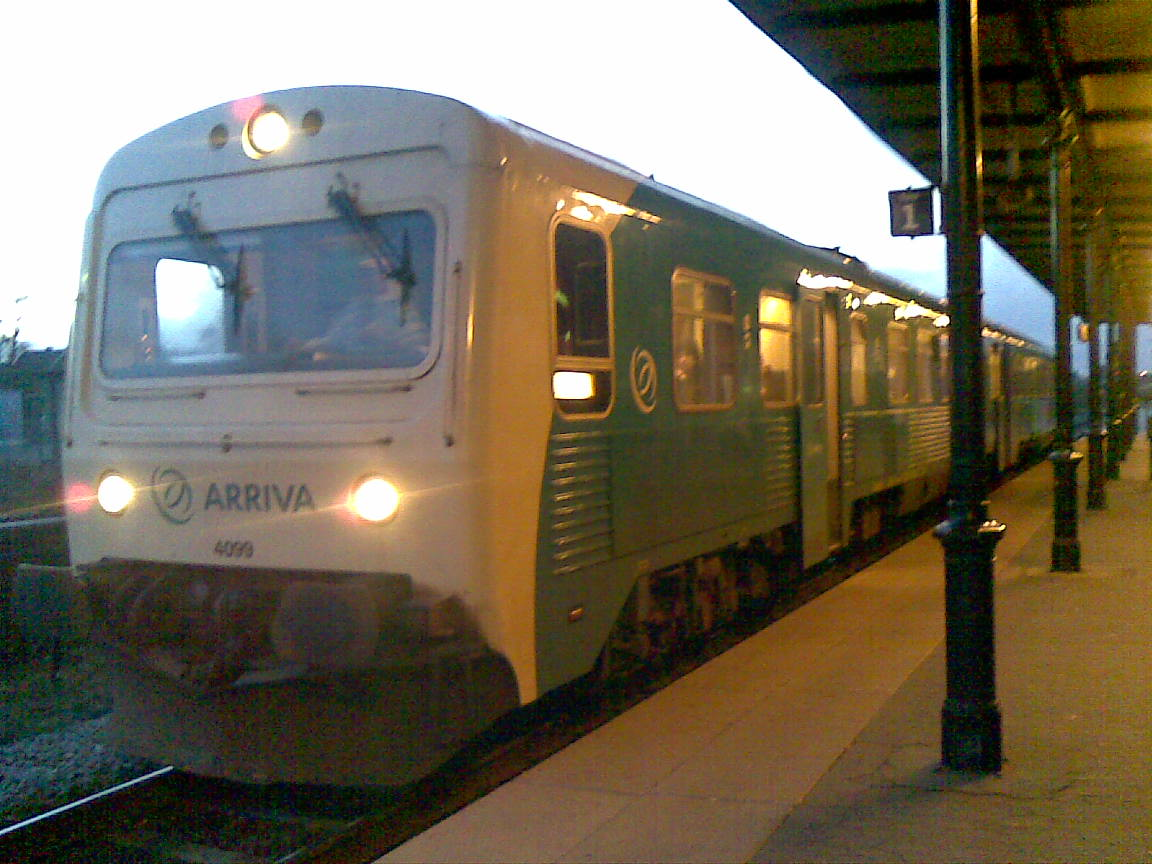
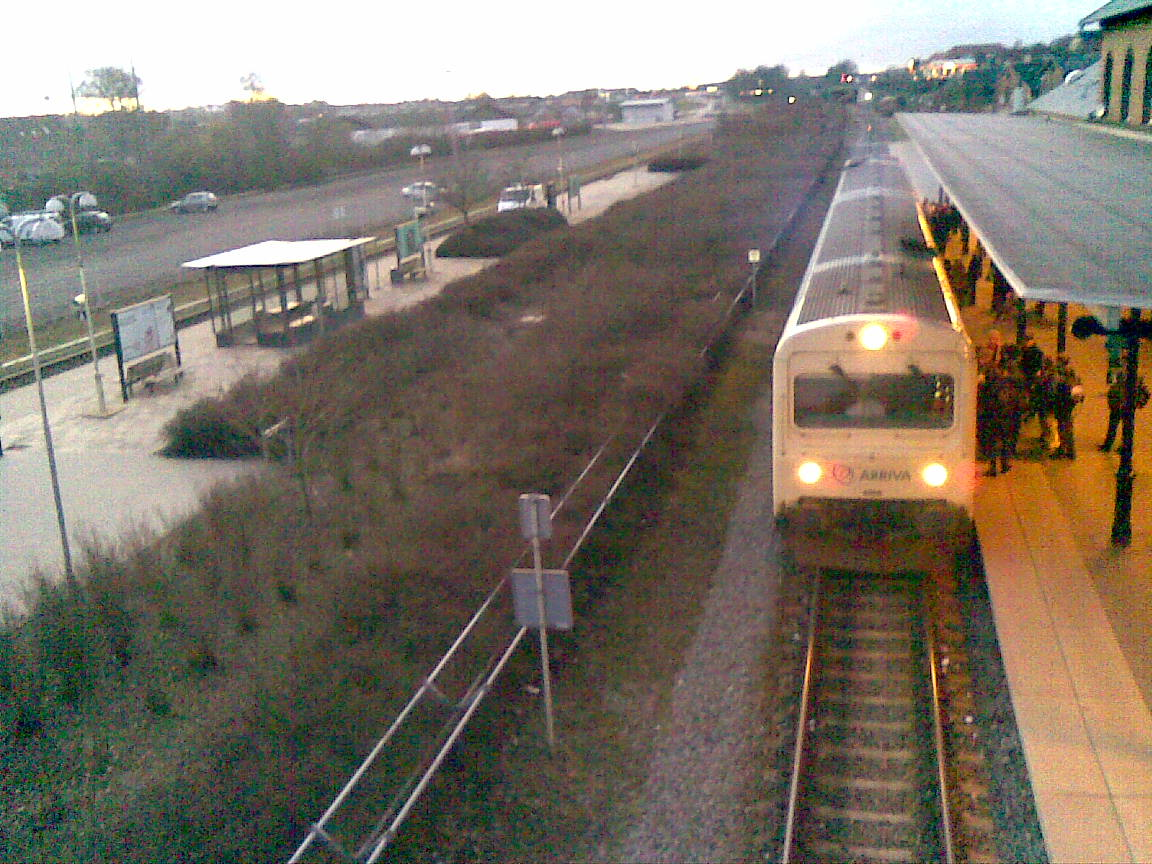
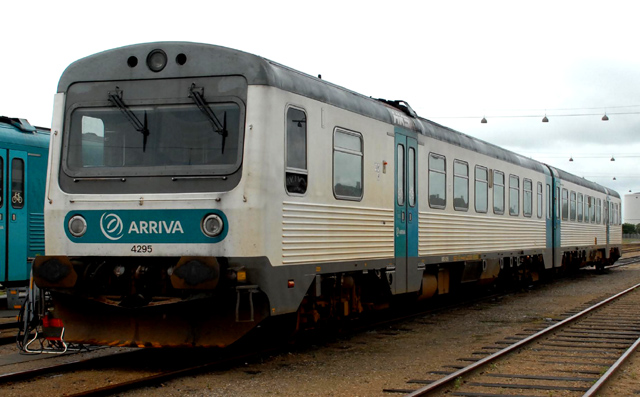
4295 op 11 juli 2007 te Esbjerg
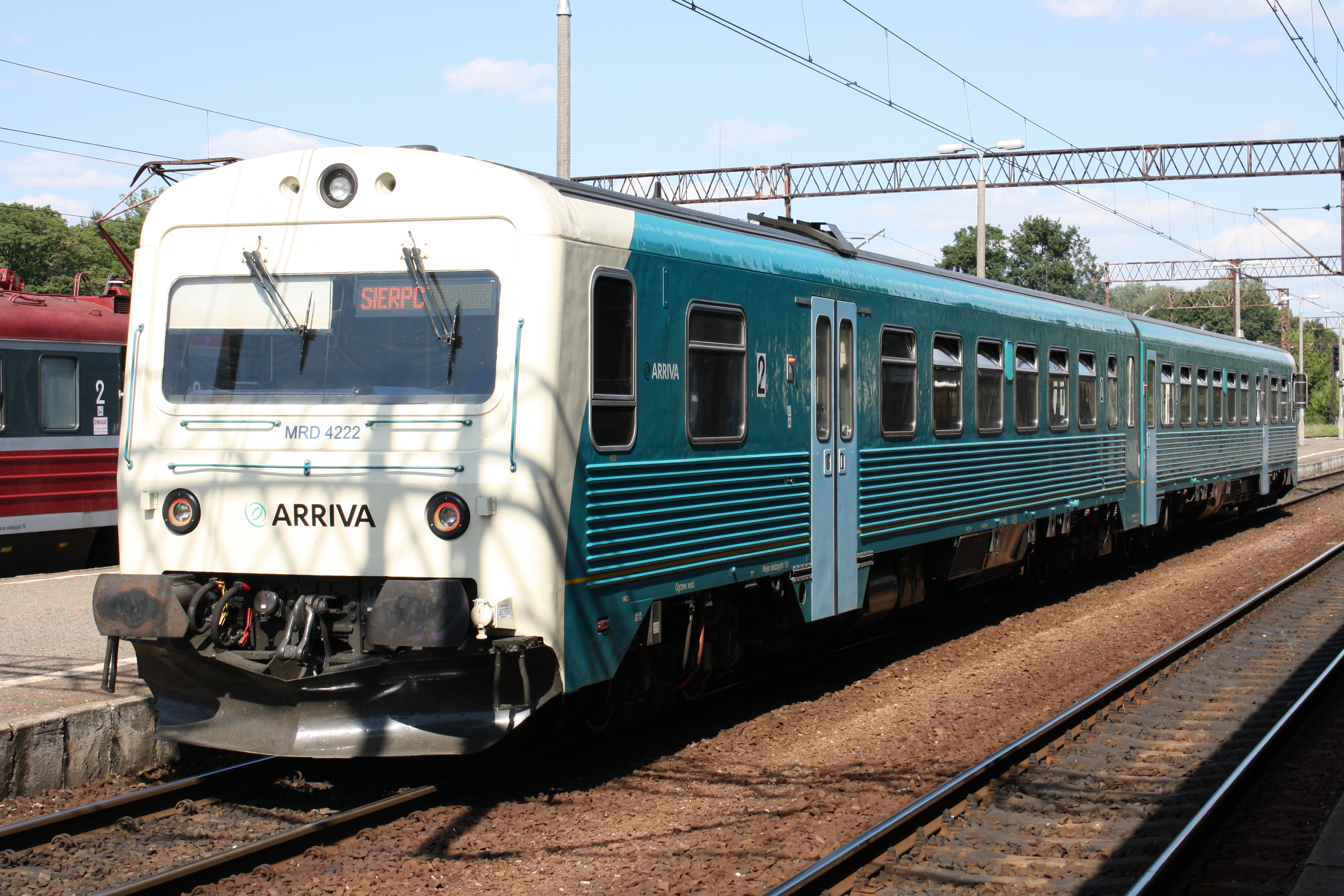
MRD 4222 bij station Toruń Główny